# Nico Christodoulou
Nicholas Christodoulou (Ontario, Canadá; 16 de febrero de 2005), más conocido como Nico Christodoulou, es un piloto de automovilismo canadiense. Actualmente compite en el Campeonato GB3 con Arden VRD.

## Carrera

### Inicios
En 2019, Christodoulou compitió en la categoría Junior ROK del Florida Winter Tour con Goodwood Kartways, donde ocupó el puesto 37 con 355 puntos.

### Fórmula 4
Christodoulou compitió en el Campeonato NACAM de Fórmula 4 en la temporada 2018-19 con JLBernal Racing, y continuó en el campeonato en la temporada 2019-20, con Scuderia Martiga EG. Fue cuarto en la clasificación 2018-19 y segundo en la clasificación 2019-20, con tres victorias.
Christodoulou corrió en el Campeonato de Estados Unidos de Fórmula 4 de 2020 con DEForce Racing, donde ocupó el séptimo lugar en la clasificación general del campeonato. Cambió a Velocity Racing Development para 2022, donde terminó cuarto en la clasificación con dos victorias.

### Fórmula Regional
Christodoulou continuó con Velocity Racing Development hasta 2022, donde compitió en el Campeonato de Fórmula Regional de las Américas de 2022. Sin embargo, se retiró del campeonato después de la segunda ronda.

### Fórmula 3
Tras el anuncio de que se uniría a Velocity Racing Development y Arden Motorsport, Christodoulou se unió a Arden en el Campeonato GB3 de 2022 desde la Ronda 3.

## Resumen de carrera
| Temporada | Categoría                                      | Equipo                      | Carreras | Victorias | Poles | VR | Podios | Puntos | Pos. |
| --------- | ---------------------------------------------- | --------------------------- | -------- | --------- | ----- | -- | ------ | ------ | ---- |
| 2018      | Atlantic Championship Series                   | —                           | 2        | 0         | 0     | 0  | 0      | 0      | NC†  |
| 2018      | Campeonato F2000                               | —                           | 6        | 0         | 0     | 0  | 0      | 0      | NC†  |
| 2018-19   | Campeonato NACAM de Fórmula 4                  | JLBernal Racing             | 5        | 0         | 0     | 0  | 0      | 243    | 4.º  |
| 2018-19   | Campeonato NACAM de Fórmula 4                  | Scuderia Martiga EG         | 15       | 0         | 0     | 1  | 11     | 243    | 4.º  |
| 2019-20   | Campeonato NACAM de Fórmula 4                  | Scuderia Martiga EG         | 20       | 3         | 1     | 6  | 11     | 280    | 2.º  |
| 2020      | Campeonato Nacional U.S. F2000                 | DEForce Racing              | 5        | 0         | 0     | 0  | 0      | 34     | 21.º |
| 2020      | Campeonato de Estados Unidos de Fórmula 4      | DEForce Racing              | 18       | 0         | 0     | 1  | 1      | 82     | 7.º  |
| 2021      | Campeonato de Estados Unidos de Fórmula 4      | Velocity Racing Development | 16       | 3         | 1     | 4  | 10     | 174.5  | 4.º  |
| 2022      | Campeonato de Fórmula Regional de las Américas | Velocity Racing Development | 6        | 0         | 0     | 0  | 0      | 44     | 9.º  |
| 2022      | Campeonato GB3                                 | Arden Motorsport            | 18       | 0         | 0     | 2  | 0      | 163    | 16.º |
| 2023      | Campeonato GB3                                 | Arden VRD                   | 23       | 0         | 0     | 1  | 3      | 261    | 8.º  |
| 2023      | Campeonato U.S. F2000                          | Velocity Racing Development | 2        | 1         | 0     | 1  | 1      | 48     | 21.º |
| 2024      | Campeonato U.S. F2000                          | Velocity Racing Development | 7        | 1         | 0     | 1  | 1      | 92     | 19.º |
| 2024      | Campeonato USF Pro 2000                        | Velocity Racing Development | 5        | 0         | 0     | 0  | 0      | 48     | 23.º |
| Fuente:   |                                                |                             |          |           |       |    |        |        |      |

## Resultados

### Campeonato GB3
(Clave) (negrita indica pole position) (cursiva indica vuelta rápida puntuable)

| Año   | Equipo           | 1   | 1   | 1   | 2   | 2   | 2   | 3   | 3   | 3   | 4   | 4   | 4   | 5   | 5   | 5   | 6   | 6   | 6   | 7   | 7   | 7   | 8   | 8   | 8   | Pos. | Puntos |
| ----- | ---------------- | --- | --- | --- | --- | --- | --- | --- | --- | --- | --- | --- | --- | --- | --- | --- | --- | --- | --- | --- | --- | --- | --- | --- | --- | ---- | ------ |
| 2022  | Arden Motorsport | OUL | OUL | OUL | SIL | SIL | SIL | DON | DON | DON | SNE | SNE | SNE | SPA | SPA | SPA | SIL | SIL | SIL | BRH | BRH | BRH | DON | DON | DON | 16.º | 163    |
| 2022  | Arden Motorsport |     |     |     |     |     |     | Ret | 11  | 15  | 13  | 8   | 103 | Ret | 15  | 10  | 7   | 7   | 18  | 5   | 10  | 112 | 9   | 7   | 4   | 16.º | 163    |
| 2023* | Arden VRD        | OUL | OUL | OUL | SIL | SIL | SIL | SPA | SPA | SPA | SNE | SNE | SNE | SIL | SIL | SIL | BRH | BRH | BRH | ZAN | ZAN | ZAN | DON | DON | DON | 8.º* | 173*   |
| 2023* | Arden VRD        | 11  | 10  | 18  | Ret | 15  | 27  | 12  | 8   | 163 | Ret | 9   | 89  | 7   | 8   | C   | 11  | 13  | 25  |     |     |     |     |     |     | 8.º* | 173*   |

- * Temporada en progreso.